# ひよっこシスターの安息
『ひよっこシスターの安息』（ひよっこシスターのあんそく）は、山田古都子による日本の漫画作品。『まんがタイムファミリー』（芳文社）にて、2010年8月号、11月号 - 2011年4月号、6月号 - 2013年2月号、3月号に掲載。2013年3月号に「特別編」を掲載。
カトリックの「シラクマ教会」の敷地にある女子修道院および幼稚園、地元の唐須野町を舞台として、修道女たちと街の人々とのハートフルな日常を描く。

## 登場人物
話数については単行本に掲載された作品順である。

### シラクマ教会
シスター雛形（シスターひながた） / 雛形ともよ（ひながた ともよ）。

八木沢千鶴（やぎさわ ちづる）
修道院の院長。修道院創設時から院長を務めている。

シスター根津（シスターねづ） / 根津なつめ（ねづ なつめ）

シスター栗栖（シスターくりす） / 栗栖麻衣子（くりす まいこ）

シスター南野（シスターみなみの） / 南野忍（みなみの しのぶ）

### 唐須野商店街の人々
石塚 鮎子（いしづか あゆこ）
カトリック系ミッション女学校（別の女子修道会が経営しており、シラクマ教会とは無関係）「ひつじ谷女学院」の女子高校生でもあり、学校にいないはずのシスター雛形を見かけたことで担任であるシスター花形と間違われていることが発覚した。

タカコ
自称・占い師。また、住んでる部屋の契約更新費を払うべく、ピザの宅配アルバイトを掛け持ちしている。

## 書誌情報
- 山田古都子『ひよっこシスターの安息』芳文社〈まんがタイムコミックス〉、全2巻
  1. 2011年12月22日初版発行、ISBN 978-4-8322-5030-7
  2. 2013年3月22日初版発行、ISBN 978-4-8322-5166-3